# Rio Avecuía
Rio Avecuía är ett vattendrag i Brasilien.   Det ligger i delstaten São Paulo, i den sydöstra delen av landet, 800 km söder om huvudstaden Brasília.
Omgivningarna runt Rio Avecuía är huvudsakligen savann. Runt Rio Avecuía är det ganska tätbefolkat, med 93 invånare per kvadratkilometer.